# Municipio de Cetiña
El Municipio de Cetiña (serbocroata: Општина Цетиње) es uno de los veintitrés municipios en los que se encuentra dividido Montenegro. Su capital es la ciudad de Cetiña que fue la capital del país hasta 1918.

## Geografía
El municipio se encuentra situado en el suroeste de Montenegro, limita al noroeste con el Municipio de Nikšić, al norte con los municipios de Danilovgrado y Podgoritza, al sur con el Municipio de Kotor y el de Budva, al este con el Lago Skadar y el Municipio de Bar y al oeste con el Municipio de Nikšić. 

## Demografía
El municipio tiene una población de 16.657 habitantes según el censo realizado en el 2011, la localidad más importante es Cetiña que cuenta con 13.911 habitantes (casi el 80% de la población total del municipio).